# Gomphus
Gomphus (Christian Hendrik Persoon, 1797) este un gen de ciuperci mic din încrengătura Basidiomycota și ordinul Gomphales în familia Gomphaceae care este răspândit global, cuprinzând în prezent, conform filogeneticii moleculare moderne, 19 specii, în Europa doar cinci. Speciile acestui gen coabitează, formând micorize pe rădăcinile arborilor de rășinoase, uneori, de asemenea, cu cele de foioase și cresc solitar sau în mănuchiuri mici, foarte des în cercuri de vrăjitoare sau șiruri. Speciile europene preferă soluri calcaroase, dezvoltându-se de la deal până în regiuni montane, iar în câmpie mai rar, de la începutul verii până toamna. Tip de specie este Gomphus clavatus.
Numele generic este derivat din cuvântul de limba greacă veche (greacă veche γομφος=cui larg cuneiform, știft, țăruș).

## Taxonomie
Genul a fost menționat de renumitul micolog bur Christian Hendrik Persoon mai întâi în volumul 1 al jurnalului botanic Neues Magazin für die Botanik din 1794, apoi determinat încă odată de el 3 ani mai târziu, de verificat în cartea sa Tentamen dispositionis methodicae Fungorum. Acest taxon este valabil până în prezent (2024), doar anul prim-descrierii valid este discutat controvers. Pe când Mycobank insistă pe anul 1794, Index Fungorum susține anul 1797.
Cu excepția taxonului Neurophyllum care mai apare în lucrări micologice, toate celelalte încercări de redenumire nu au fost aplicate niciodată. 
În trecut, acest gen a fost atribuit ordinului Cantharellales, datorită stratului fructifer asemănător litigiilor. Dar în prezent (2019) aparține ordinului Gomphales în subclasa Phallomycetidae.
Mai multe specii ale genului au fost redenumite, astfel de exemplu: Gomphus africanus  (R.H.Petersen) (1976) din Africa se numește actual Phaeoclavulina africana Giachini (2011), Gomphus bonarii (Morse) Singer (1945) din America de Nord, acum Turbinellus floccosus (Schwein.) Earle ex Giachini & Castellano (2011), de găsit în California, Sierra Nevada și regiunea Pacificului nord-vestic, China, Coreea de Nord, India, Japonia, Nepal, Pakistan și Tibet. sau Gomphus kauffmanii acum Turbinellus kauffmanii (A.H.Sm.) Giachini (2011) din regiunea Pacificului nord-vestic, în special California.

## Descriere
Ciupercile cărnoase de mărime medie sunt numai slab împărțite în pălărie și tulpină, având forma de titirez sau de măciucă cu partea superioară aplatizată, care dezvoltă cu timpul o pâlnie. Au lamele sub formă de pliuri superficiale, la unele specii slab reticulate, care decurg pe cea mai mare parte a suprafeței inferioare a corpului fructifer, neavând o mare diferențiere între pălărie și picior. Sporii sunt mereu alungit elipsoidali și verucoși. Pulberea sporilor se prezintă în diverse forme de ocru precum ruginiu. Carnea este mereu ceva elastică cu un miros aromatic precum un gust plăcut.

## Speciile genului
Tipul de specie este singurul descris în cărți micologice și răspândit în toată Europa, prin urmare, de asemenea prin regiunile în care se vorbește limba română. Mai departe, doar această specie precum Gomphus crassipes (în Spania) pot fi găsite actual pe continent. Specii europene sunt marcate cu E. GBIF (Global Biodiversity Information Facility=Centrul global de informare pentru biodiversitate) și Index Fungorum acceptă în total 19 soiuri pentru acest gen (2019). 
| - Gomphus albidocarneus Villegas (2010) - Mexico de sud-est - Gomphus brasiliensis Corner (1970) - America de Sud - Gomphus brunneus (Heinem.) Corner (1966) - Mexico - Gomphus calakmulensis Villegas & Cifuentes (2010) - Mexico de sud-est - Gomphus cavipes Corner (1970) - Trinidad-Tobago - Gomphus clavatus (Pers.) Gray (1821) - E, America de Nord - Gomphus columellus (Scop.) Pers. (1825) - E, fără descoperiri actuale - Gomphus conicus Pers. (1825) - E, fără descoperiri actuale - Gomphus crassipes (L.M.Dufour, 1889) Maire (1937) - E doar în Spania și Africa de Nord Imagine - Gomphus megasporus Corner (1970) Pakistan | - Gomphus guadelupensis (Pat.) D.A.Reid (1962) numai pe Guadeloupe Imagine[nefuncțională – arhivă] - Gomphus ludovicianus R.H.Petersen, Justice & D.P.Lewis (2014) - Mexico - Gomphus ochraceus'' (Pat.) Singer (1945) - E, fără descoperiri actuale - Gomphus orientalis R.H.Petersen & M.Zang 1996 - China - Gomphus pezizoides (Pat.) Singer (1945) - E, fără descoperiri actuale Pers. (1825) , E, fără descoperiri actuale - Gomphus pleurobrunnescens Villegas & A.Kong 2010 – southeastern Mexico - Gomphus szechwanensis R.H.Petersen 1972 - Tibet - Gomphus thiersii R.H.Petersen 1971 - SUA - Gomphus yunnanensis R.H.Petersen & M.Zang 1996 - China |

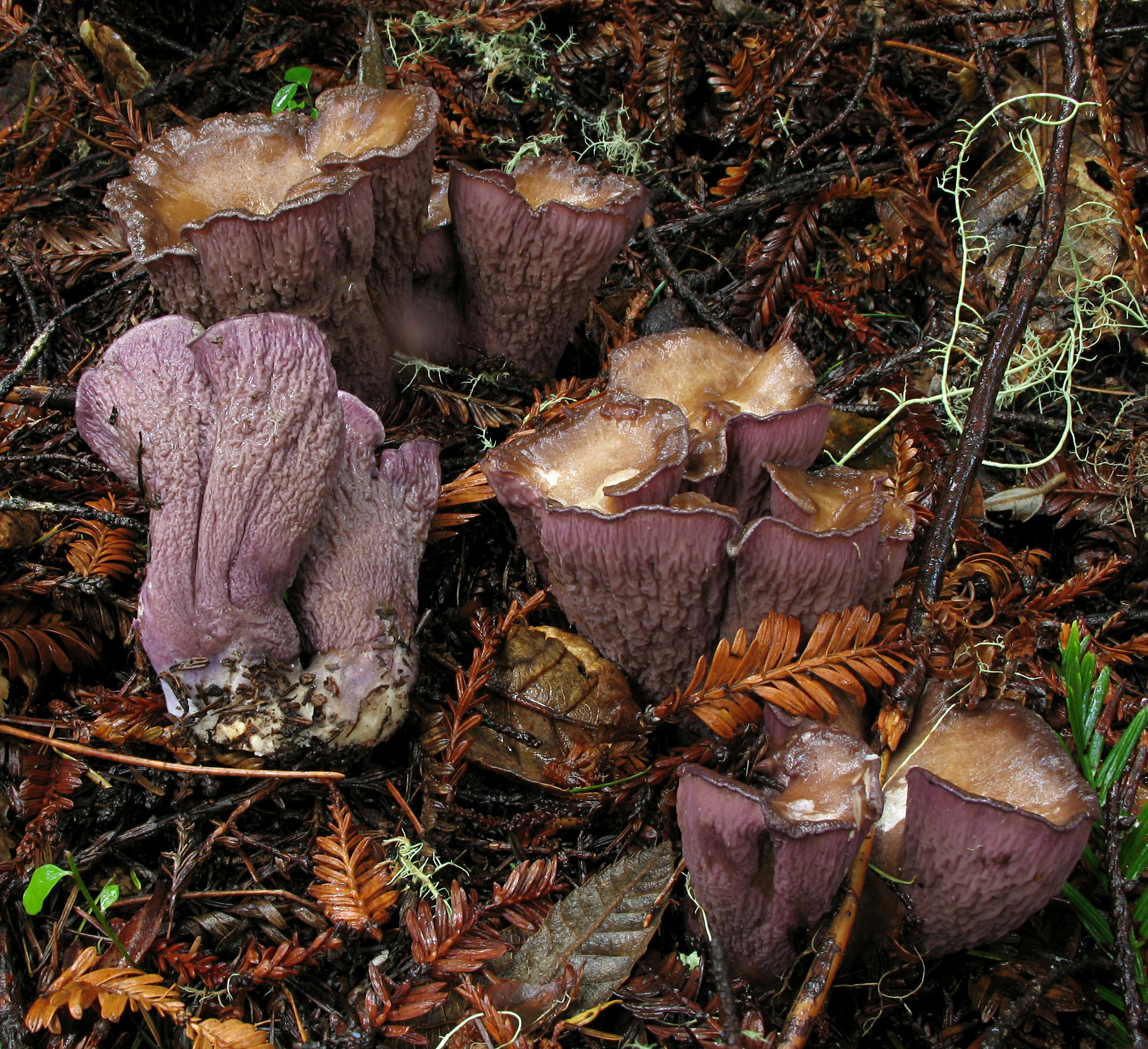
Gomphus clavatus
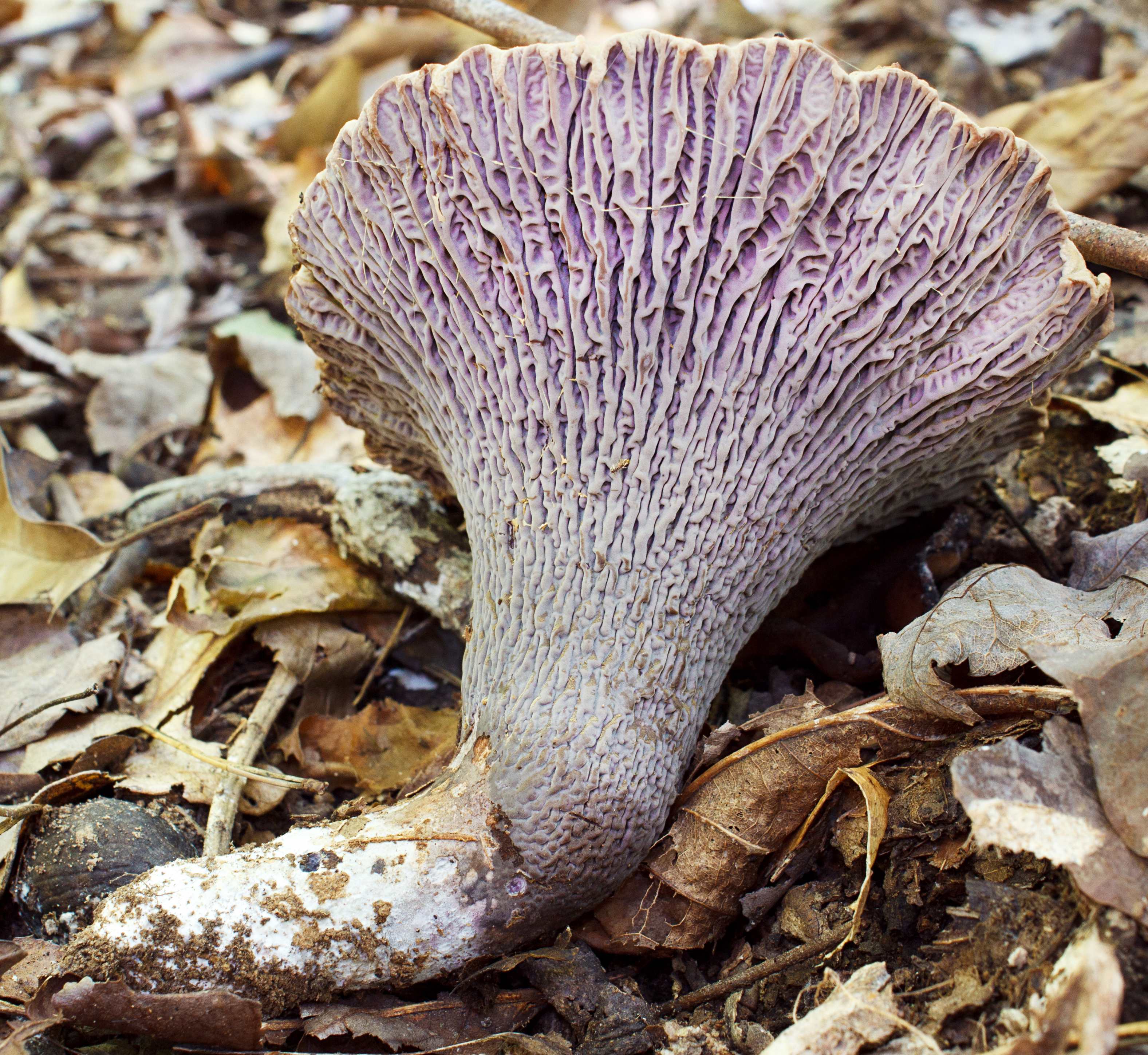
Gomphus ludovicianus
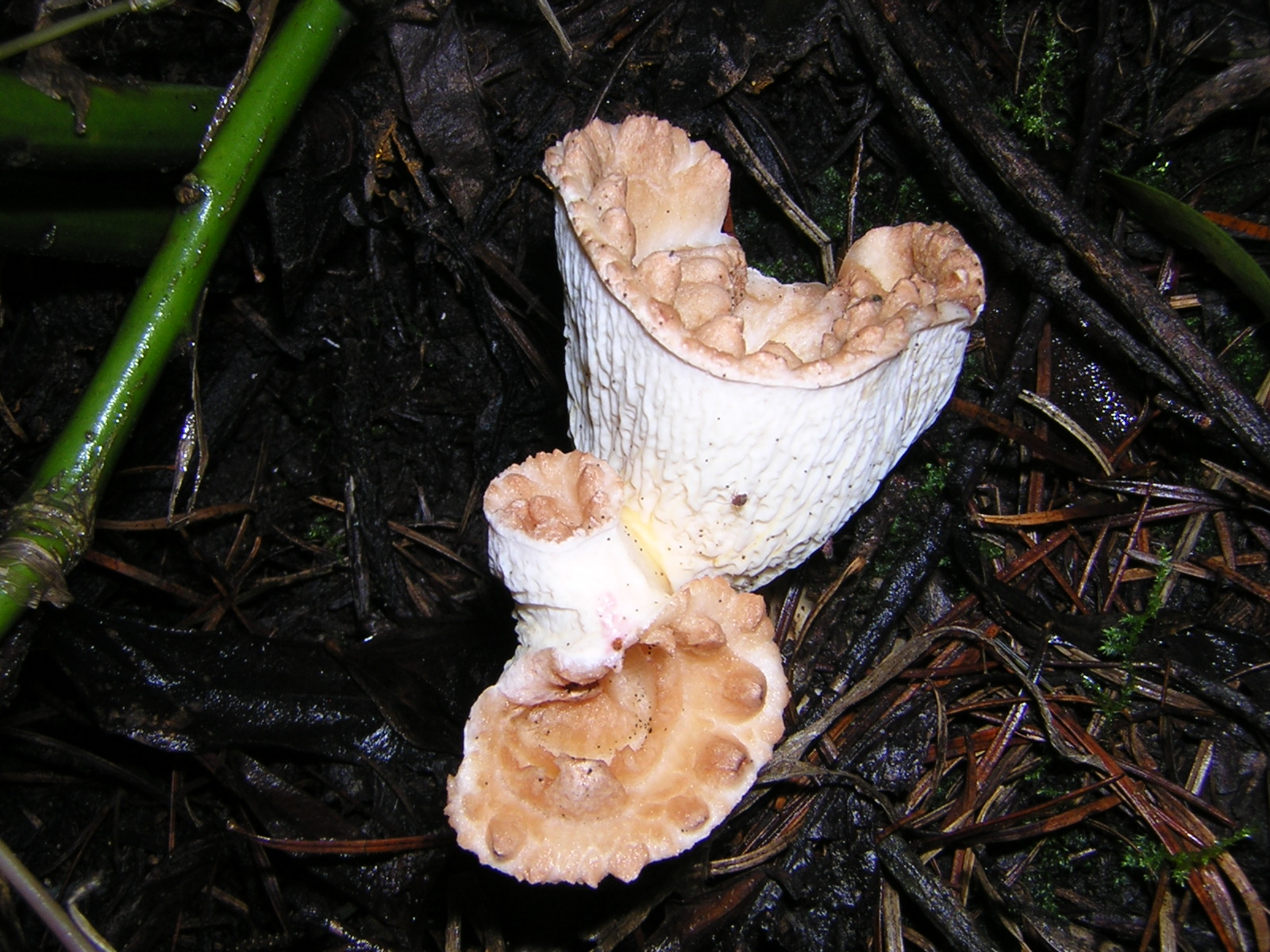
Turbinellus floccosus sin. Gomphus bonarii
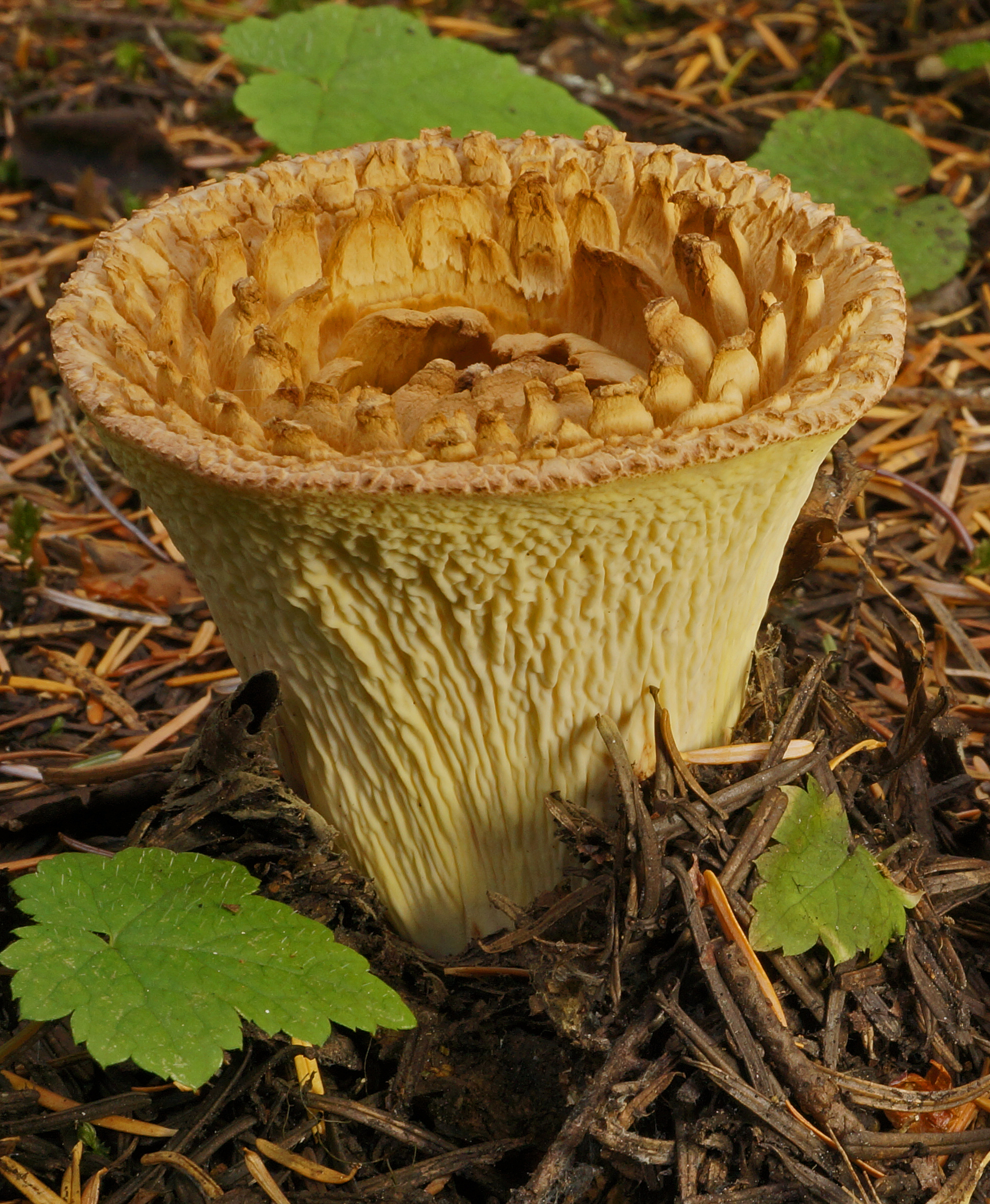
Turbinellus kauffmanii sin. Gomphus kauffmanii